# Gymnoclinus cristulatus
Gymnoclinus cristulatus és una espècie de peix de la família dels estiquèids i l'única del gènere Gymnoclinus.

## Descripció
- Fa 12 cm de llargària màxima.[7]

## Hàbitat i distribució geogràfica
És un peix marí, bentopelàgic (fins als 37 m de fondària) i de clima polar (67°N-50°N, 160°E-158°W), el qual viu al Pacífic nord-occidental: les zones de marees des de les illes del Comandant i l'oest de les illes Aleutianes fins a Hokkaido (el Japó).

## Observacions
És inofensiu per als humans.